# 高嶋活士
高嶋 活士（たかしま かつじ、1992年12月2日 - ）は、日本中央競馬会（JRA）に所属していた元騎手。
引退後は、ほぼ同様の境遇で引退を余儀なくされた常石勝義とともに、障碍者馬術の選手として活動している。2020年東京パラリンピックに出場した。

## 略歴

### JRA騎手として
競馬学校騎手課程第27期生。同期に嶋田純次、杉原誠人、花田大昂、藤懸貴志、森一馬、横山和生がいる。
2011年3月1日、美浦トレーニングセンターの柴崎勇厩舎所属の騎手として免許取得。
同年3月5日、中山競馬第3日第5競走で初騎乗（オペラフォンテン、4着）。デビュー年は騎乗機会103回のうち、2着4回が最高で初勝利を挙げることができなかった。
騎乗機会を確保する事から、翌2012年からは障害競走にも騎乗を始める（初騎乗は同年3月3日、メジロテンニョ、7着）も勝利に恵まれず、同年8月30日付で所属していた柴崎厩舎を離れてフリーランスとなる。同年も初勝利を挙げることはできなかった。
2013年2月9日、東京競馬第4競走・障害未勝利戦でアバディに騎乗していたが、同馬が障害をうまく飛び越えることができず、並走馬に接触する形で落馬。高嶋は多摩市内の病院へ緊急搬送された。同月19日、JRAは高嶋について、頭部外傷、脳挫傷、右鎖骨骨折と診断されたことを発表した。この2013年2月には、高嶋の他にも同期の花田・藤懸が落馬負傷し、森も2012年11月時点で既に負傷で休業していた。この結果、2011年騎手デビューした若手騎手は、高嶋と栗東所属者3名全員のあわせて4名が2013年2月に長期の休業を余儀なくされるという異常事態となっていた（のちに花田は同年3月、森は同年5月、藤懸は同年7月に騎乗を再開している）。
その後、意識を回復した高嶋は3か月半後の同年5月12日、東京競馬場を訪問。杖を使用しながらぎこちない歩行の状態でありながらも「まだ入院中できょうは外出許可を得て来ました。焦っても仕方ないので、じっくりとリハビリして、しっかりと治して復帰したいと思っています」と語り、復帰への意欲を示した。
その後、騎乗再開を目指し2014年、2015年と騎手免許を継続更新。しかし2015年4月当時においてもリハビリの日々が続いているため、復帰はおろか調教騎乗再開の目途すらたっていなかった。そこから約半年後の同年9月30日、復帰叶わず同日付で騎手免許を返上、引退することがJRAから発表された。引退後の進路については、不祥事により引退した騎手を除けば、池崎祐介（2012年引退）などと同様、引退発表当時は公表していなかったが、後に後述する馬術への転向が明らかになった。
通算成績は、244戦0勝（うち、障害39戦0勝）で、競馬学校騎手課程卒業の騎手では、谷口一明（1期生）、大沢辰也（17期生）に続き、3人目のJRA競走未勝利で引退した騎手となった。

### 馬術選手として
引退後は、2016年より障碍者馬術選手として活動を開始しており、常石とともに元JRA騎手2人によるパラリンピック出場を目指している。なお、石山繁も元JRA騎手の障碍者馬術選手であったが、こちらは2017年4月に引退した。パラ馬術競技は障害の程度でクラス分けされており、高嶋は程度が2番目に軽い「グレード4」である。
2017年には日本オリンピック委員会の就職支援ナビを活用してコカ・コーラボトラーズジャパンに入社。働きながら競技生活を続け、同年の第1回全日本パラ馬場馬術大会（グレード4）で優勝するなど、2020年東京パラリンピックの日本代表選手候補として注目視された。同年1月には騎手時代に一度閉鎖したTwitterを再開した。
2020年11月29日、2021年の強化指定選手選考会を兼ねて行われた第4回全日本パラ馬術大会のグレード4を愛馬ケネディとのコンビで優勝した。2021年6月16日、2020年東京パラリンピックの馬術競技日本代表選手候補に選出、パラ馬術競技個人グレード4に出場、14位に終わった。なお、元JRA騎手が馬術競技の日本代表候補に選出されるのは初めてのことであった。